# Мейв Квінлан
Мейв Енн Квінлан (англ. Maeve Anne Quinlan; нар. 16 листопада 1964, Чикаго, Іллінойс) — американська акторка, колишня тенісистка. Широку популярність отримала виконанням однієї з головних ролей в серіалі «На південь від Ніде», що двічі номінувався на премію «GLAAD Media Awards» в категорії «Найкращий драматичний серіал». Також запам'яталася роллю Констанції Дункан, матері Адріани в шоу «90210: Нове покоління».

## Кар'єра
Квінлан почала професійно займатися тенісом у 16-річному віці, взявши участь у кількох світових турнірах і зайнявши 95-те місце у світовому рейтингу молодих спортсменів. Завдяки цьому вона отримала стипендію на навчання в Університеті Південної Каліфорнії і Північно-західному університеті, де вивчала акторську майстерність. Після травми дівчина покинула спорт і присвятила себе акторству, знявшись в рекламних роликах для Nike і Gatorade.
До ролі в серіалі «На південь від Ніде» акторка грала з 1995 по 2005 роки постійну роль Меган Конлі в серіалі «Зухвалі та красиві». У березні 2006 року акторка з'явилася як зіркова гостя в трьох епізодах серіалу. Серед помітних ролей — Ронда в скандальній драмі «Кен Парк» 2002 року. Також у 2001 вона знялася в комерційно невдалій комедії «Справжня блондинка», а в 2007 році з'явилася у вебсеріалі «Girltrash!».
У 2009 році виконала головну роль у фільмі «Not Easily Broken» з Морісом Честнатом і Тараджі Генсон. Також спродюсувала і виконала головну роль у вебсеріалі «3Way» про сусідок по кімнаті, втягнутих в лесбійські стосунки. Персонажок зіграли Джілл Беннет, Мейлі Фленіган та Кеті Шім.

## Особисте життя
Народилася 1964 року в США в сім'ї ірландських іммігрантів — має подвійне громадянство, США та Ірландії. Розлучена з актором Томом Сайзмором (у шлюбі з 1 вересня 1996 по 19 листопада 1999).
У даний момент проживає в Лос-Анджелесі.

## Вибрана фільмографія

### Кіно
| Кіно | Кіно                      | Кіно                          | Кіно                     | Кіно                      |
| Рік  | Назва                     | В оригіналі                   | Роль                     | Примітки                  |
| ---- | ------------------------- | ----------------------------- | ------------------------ | ------------------------- |
| 1999 | Флорентин                 | The Florentine                | Клер                     |                           |
| 1999 | Бий в кістку              | Play It To The Bone           | Тіффані                  | роль в титрах не вказана  |
| 2001 | Інстинкт вбивці           | Instinct To Kill              | Медсестра                |                           |
| 2001 | Справжня блондинка        | Totally Blonde                | Ліф Уотсон               |                           |
| 2002 | Кен Парк                  | Ken Park                      | Ронда                    |                           |
| 2003 | Комп'ютерні ігри          | Net Games                     | Детектив Сандра Сіммондс |                           |
| 2003 | Серце Америки             | Heart Of America              | Беки Щультц              |                           |
| 2004 | Ніхто не ідеальний        | Nobody's Perfect              | Божевільна дівчина       | короткометражний фільм    |
| 2004 | Аферисти                  | Criminal                      | Хізер                    |                           |
| 2004 | Вірус «Дрон»              | The Virus Drone               | Колін О'брайан           |                           |
| 2004 | Бойфренд на Різдво        | A Boyfriend for Christmas     | Дайан                    | телевізійний фільм        |
| 2005 | МакБрайд: Вбивця-Хамелеон | McBride: The Chameleon Murder | Вітні Кольєр             | телевізійний фільм        |
| 2005 | Пограємо в теніс?         | Tennis, Anyone…?              | Шивон Келлі              |                           |
| 2005 | Славні хлопці             | Nice Guys                     | Сара                     |                           |
| 2005 | Діти Нікель               | The Children Nickel           | Мати                     |                           |
| 2007 | Тривожне почуття          | Primal Doubt                  | Холлі                    | телевізійний фільм        |
| 2009 | Легко не здаватися        | Not Easily Broken             | Джулі Сойєр              |                           |
| 2010 | Брудна дівчинка           | Dirty Girl                    | Джанет                   |                           |
| 2011 | Американські жиголо       | Cougars, Inc.                 | Кітті Лоуелл             |                           |
| 2011 | Чергове «брудне» кінце    | Another Dirty Movie           | Місіс Прусси             | на стадії пост-продакшену |
| 2011 | Ініціація розлучення      | Divorce Invitation            | Пем                      | на стадії пост-продакшену |
| 2012 | Запрошення на розлучення  | Divorce Invitation            | Пам                      |                           |
| 2013 | Ще один брудний фільм     | Another Dirty Movie           | Місіс Пруссі             |                           |
| 2016 | Лакриця                   | Liquorice                     | Маріам Гласс             |                           |

### Телебачення
| Кіно      | Кіно                                 | Кіно                     | Кіно              | Кіно                               |
| Рік       | Назва                                | В оригіналі              | Роль              | Примітки                           |
| --------- | ------------------------------------ | ------------------------ | ----------------- | ---------------------------------- |
| 1993      | Головний госпіталь                   | General Hospital         | Бетсі Кенсінгтон  |                                    |
| 1999      | Спека в Лос-Анджелесі                | L. A. Heat               | Тереза            | епізод «Old Scores»                |
| 2001      | Військово-юридична служба            | JAG                      | Сьюзан Еванс      | епізод «New Gun In Town»           |
| 1995-2006 | Зухвалі і красиві                    | The Bold & The Beautiful | Меган Конлі       | 322 епізоду                        |
| 2006      | Південний порт                       | South Beach              | Дженніфер         | епізод «i'll Do What I Want to Do» |
| 2006      | Скрадливий в ночі                    | Night Stalker            | Шеріл Паркс       | епізод «Ascendant»                 |
| 2007      | Бруд                                 | Dirt                     | Кітті Райдер      | епізод «The Sexxx Issue»           |
| 2005-2008 | Південь невідомості                  | South Of Nowhere         | Пола Карлін       | 41 епізод                          |
| 2008-2011 | 90210: Нове покоління                | 90210                    | Констанція Дункан | 8 епізодів                         |
| 2008      | Життя як вирок                       | Life                     | Мати Бетані       | епізод «Crushed»                   |
| 2012      | Гаваї П'ять-0                        | Hawaii Five-0            | Сандра Фраєр      | Епізод «Ua Hala»                   |
| 2012      | «Підлітковий банк Хейст» (телефільм) | Teenage Bank Heist       | Джойс             |                                    |
| 2017      | Клуб Сталкерів (телефільм)           | The Stalker Club         | Карен             |                                    |

### Вебшоу
| Вебшоу | Вебшоу | Вебшоу      | Вебшоу         | Вебшоу      |
| Рік    | Назва  | В оригіналі | Роль           | Примітки    |
| ------ | ------ | ----------- | -------------- | ----------- |
| 2007   |        | Girltrash!  | Суддя Краген   |             |
| 2008   |        | 3Way        | Шивон Макгеррі | 13 епізодів |